# 휘경원
휘경원(徽慶園)은 대한민국 경기도 남양주시에 있는 조선 정조의 후궁이자 조선 순조의 사친인 수빈 박씨의 무덤이다. 1822년(순조 22년)에 수빈 박씨가 사망하자 다음 해인 1823년(순조 23년)에 양주 배봉산 근처에 휘경원을 처음 조성하였다. 1855년(철종 6년)에 순강원 근처로 천봉 되었다가 풍수가 불길하다는 이유로 1863년(철종 14)에 현재의 자리로 다시 천봉 되었다.